# Gauliga Niedersachsen 1937/38
De Gauliga Niedersachsen 1937/38 was het vijfde voetbalkampioenschap van de Gauliga Niedersachsen. Hannover 96 werd kampioen en plaatste zich voor de eindronde om de Duitse landstitel. De club werd groepswinnaar en was zo de eerste club van de Gauliga Niedersachsen die doorstootte naar de halve finale. Daarin versloeg de club Hamburger SV en in de finale trof de club grootmacht FC Schalke 04. De eerste wedstrijd eindigde op 3-3 na verlengingen. In deze tijd beslisten penalty's nog niet over een wedstrijd en er kwam een replay die na verlengingen met 4-3 gewonnen werd door Hannover waardoor de club landskampioen werd.

## Eindstand
| Plaats | Club                          | Wed. | W  | G | V  | Saldo | Ptn.  |
| ------ | ----------------------------- | ---- | -- | - | -- | ----- | ----- |
| 1.     | Hannoverscher SV 96           | 18   | 13 | 2 | 3  | 77:20 | 28:8  |
| 2.     | VfL Osnabrück                 | 18   | 13 | 2 | 3  | 37:16 | 28:8  |
| 3.     | SV Werder Bremen              | 18   | 12 | 3 | 3  | 70:32 | 27:9  |
| 4.     | SV Eintracht Braunschweig     | 18   | 12 | 1 | 5  | 72:26 | 25:11 |
| 5.     | SV Arminia Hannover           | 18   | 8  | 3 | 7  | 30:33 | 19:17 |
| 6.     | SV Algermissen 11             | 18   | 6  | 4 | 8  | 21:29 | 16:20 |
| 7.     | ASV Blumenthal                | 18   | 6  | 3 | 9  | 32:59 | 15:21 |
| 8.     | VfB 1904 Peine                | 18   | 4  | 2 | 12 | 29:54 | 10:26 |
| 9.     | BV Germania Wolfenbüttel 1910 | 18   | 3  | 4 | 11 | 25:60 | 10:26 |
| 10.    | SV Linden 07                  | 18   | 0  | 2 | 16 | 23:87 | 2:34  |

|  | Kampioen   |
|  | Degradatie |

## Promotie-eindronde

### Groep Noord
| Plaats | Club                | Wed. | Saldo | Ptn. |
| ------ | ------------------- | ---- | ----- | ---- |
| 1.     | Militär SV Lüneburg | 4    | 10:4  | 7:1  |
| 2.     | FV Woltmershausen   | 4    | 7:8   | 3:5  |
| 3.     | VfB 04 Braunschweig | 4    | 5:10  | 2:6  |

|  | Promotie |

### Groep Zuid
| Plaats | Club                       | Wed. | Saldo | Ptn. |
| ------ | -------------------------- | ---- | ----- | ---- |
| 1.     | Militär SV Jäger Bückeburg | 2    | 15:2  | 4:0  |
| 2.     | Sparta Nordhorn            | 2    | 2:9   | 0:4  |
| 3.     | 1. SC Göttingen 05         | 2    | 0:6   | 0:4  |